# محسن إبراهيم
محسن إبراهيم (1935- 3/ 6/ 2020) سياسي لبناني، وأمين عام منظمة العمل الشيوعي في لبنان. وهو رفيق ياسر عرفات وكمال جنبلاط وجورج حاوي. أحد آخر رموز الحقبة الثورية التي دمجت بين التحرر القومي والنهج الاشتراكي.

## نبذة
يعد إبراهيم الذي ولد في العام 1935 في بلدة أنصار (جنوب لبنان)، أحد أهم القادة اليساريين في السبعينات والثمانينات. انضم إلى حركة القوميين العرب قبل أن يؤسس منظمة الاشتراكيين اللبنانيين سنة 1968. سنة 1970 اندمج تنظيمه مع لبنان الاشتراكي ليشكل منظمة العمل الشيوعي في لبنان. أصبح أمينا عاما للمنظمة ثم أمينا عاماللحركة الوطنية اللبنانية أحد أهم أطراف نزاع الحرب الأهلية اللبنانية. سنة 1982 إبان الغزو الإسرائيلي أطلق جبهة المقاومة الوطنية اللبنانية مع الأمين العام للحزب الشيوعي اللبناني جورج حاوي. مع تنامي الدور السوري في منتصف الثمانينات انحسر دوره ليغيب تدريجيا عن الساحة السياسية.

قام مؤخرًا بنقد ذاتي لتجربة الحركة الوطنية قائلا إن الحركة:
«في معرض دعمها نضال الشعب الفلسطيني ذهبت بعيداً في تحميل لبنان من الأعباء المسلحة للقضية الفلسطينية فوق ما يحتمل، طاقة وعدالة وانصافاً».
واعتبر أن الخطأ الثاني «هو استسهالنا ركوب سفينة الحرب الأهلية تحت وهم اختصار الطريق إلى التغيير الديمقراطي».
وفي الذكرى الأربعين لرحيل رفيقه الشهيد القائد جورج حاوي رأى إبراهيم أن:
«الحركة الوطنية ارتكبت خطأين: أولهما أنها استسهلت الحرب الأهلية معبراً لتغيير بنية النظام الطائفي. وثانيهما أنها أباحت لبنان للمقاومة الفلسطينية، مما حمّله فوق طاقته وأدى إلى انشطاره شطرين متقاتلين، في ظل تخلي الدول العربية قاطبة عن التزام نصرة الشعب الفلسطيني ودعم ثورته».
 وظل إبراهيم على صلة بالقائد التاريخي لمنظمة التحرير الفلسطينية ياسر عرفات، تعبيراً عن الوفاء والالتزام بهذه القضية حتى استشهاده. «كما نسج علاقة نضال مع رئيس السلطة الفلسطينية محمود عباس أبو مازن».

## أوسمة
في 23 فبراير 2017، منح رئيس دولة فلسطين محمود عباس محسن إبراهيم وسام الاستحقاق والتميز الذهبي، تقديرًا لتاريخه مع القضية الفلسطينية.

## مؤلفاته
من أبرز مؤلفات إبراهيم:
- إسرائيل: فكرة، حركة، دولة - 1958[8]
- مناقشات حول نظرية الأمل العربي الثوري - 1963 [9]
- الحرب وتجربة الحركة الوطنية اللبنانية - 1983 [10]
- آفاق العمل الوطني - 1984 [11]

## الوفاة

### عباس
تُوفي مُحسن إبراهيم يوم الأربعاء 3 يونيو 2020. في وقت لاحق نعاه الرئيس الفلسطيني عباس وأمر بتنكيس الأعلام وإعلان الحداد ليوم واحد لوفاته.

### المنظمة
ونعت منظمة العمل الشيوعي «إلى الشعب اللبناني والشعوب العربية أمينها العام محسن إبراهيم، الذي وافته المنية بعد عمر مديد أمضاه من دون انقطاع في خدمة القضايا الوطنية والقومية».
ومما جاء في النعي: «ولد الأمين العام محسن السيد علي إبراهيم في العام 1935، وأسهم منذ شبابه، بكل ما يملك من فكر وطاقة قيادية في تشكيل حركة القوميين العرب، وأسهم إسهامًا كبيرًا في المعارك القومية الكبرى، بدءاً من مصر ومعاركها إلى الجزائر، وحرب تحريرها إلى اليمن وكنس الاحتلال البريطاني عن أرضها، وظل لبنان وفلسطين حاضريْن في تفاصيل نضاله المثابر حتى الرمق الأخير».
وتؤكد المنظمة أن إبراهيم «لم يكن مجرد قائد عادي في مسيرات كبرى كالتي شهدتها المنطقة العربية في صراعها على امتداد أكثر من سبعين عامًا، كما لم يرَ في مساراتها ومنعرجاتها ما يستوجب التقديس والتنزيه عن النقد، هادفاً بذلك استخلاص الدروس التي تصَّوب الخلل الذي عانته وتعانيه في مجرى التجارب القاسية. فمن المساهمة في تأسيس حركة القوميين وتولي مع رفاق له قيادة فروعها وخصوصاً فرع لبنان، إلى الاندماج مع ثورة 23 تموز/ يوليه 1952 بقيادة الرئيس جمال عبد الناصر في مصر. ومن الدفاع عن حق المقاومة الفلسطينية في الانطلاق من كل أرض عربية نحو فلسطين المحتلة، إلى خوض غمار تجربة الحرب الأهلية في لبنان، والعمل تحت قيادة الزعيم الوطني الكبير كمال جنبلاط في تجربة تأسيس جبهة الأحزاب والشخصيات والقوى الوطنية التقدمية، تتويجاً بتشكيل الحركة الوطنية اللبنانية وصياغة برنامج التغيير السياسي، إلى تولي مهام الأمانة العامة التنفيذية للمجلس السياسي المركزي للحركة الوطنية، بعد اغتيال الزعيم الوطني كمال جنبلاط، تتويجاً بالإعلان مع أمين عام الحزب الشيوعي اللبناني الشهيد جورج حاوي البيان الأول لانطلاقة جبهة المقاومة الوطنية اللبنانية رغم عمق الجراح التي خلفها الغزو والاجتياح الصهيوني وما تركته الحرب الأهلية من ندوب في جسد الوطن».
ويلحظ البيان أن محسن إبراهيم «راهن على معركة مع العدو الصهيوني حدد شعاراتها بالتحرير والتوحيد والديموقراطية، معوّلاً على مسارات تتجاوز انقسامات الحرب وخنادقها التقسيمية بعد أن رأى في استمرار النزاع الأهلي حرباً عبثية، لن تقدم سوى مزيد من تفكيك وحدة الأرض والشعب وتدمير مقوماته. ومع توقيع اتفاق الطائف ومخارجه الطوائفية لأزمة الكيان اللبناني، عكف محسن إبراهيم على نقد تجربة الحركة الوطنية واليسار في الفكر والممارسة، وانكفأ نحو الداخل التنظيمي عاملاً بجهد فكري قل نظيره على تشريح تجربة اليسار اللبناني والعربي منذ الخمسينيات وحتى اليوم».

### جنبلاط
غرّد رئيس الحزب التقدمي الاشتراكي وليد جنبلاط عبر «تويتر» «إلى بني معروف إلى كل من آمن وناضل من أجل فلسطين وعروبة لبنان وتطوره الديموقراطي والعلماني. إلى المناضلين اللبنانيين في الحركة الوطنية. أنعي إليكم المناضل اللبناني والعربي والأممي الكبير محسن إبراهيم. خير صديق وخير حليف لكمال جنبلاط. إلى يوم الوفاء. إلى يوم محسن إبراهيم».